# Primary van Arkansas 2008
De primary van Arkansas is een voorverkiezing die op 5 februari 2008 werd gehouden, de dag van Super Tuesday. Hillary Clinton en Mike Huckabee wonnen.

## Democraten
| Legenda: | teruggetrokken voor de primary |

| Arkansas Democratische primary 2008 | Arkansas Democratische primary 2008 | Arkansas Democratische primary 2008 | Arkansas Democratische primary 2008 |
| Kandidaat                           | Stemmen                             | Percentage                          | Nationale gedelegeerden             |
| ----------------------------------- | ----------------------------------- | ----------------------------------- | ----------------------------------- |
| Hillary Clinton                     | 220.136                             | 70,05%                              | 27                                  |
| Barack Obama                        | 82,476                              | 26.25%                              | 8                                   |
| John Edwards                        | 5.873                               | 1,87%                               | 0                                   |
| Bill Richardson                     | 810                                 | 0,26%                               | 0                                   |
| Joe Biden                           | 515                                 | 0,16%                               | 0                                   |
| Dennis Kucinich                     | 393                                 | 0,13%                               | 0                                   |
| Mike Gravel                         | 325                                 | 0,10%                               | 0                                   |
| Christopher Dodd                    | 308                                 | 0,10%                               | 0                                   |
| Neutraal                            | 3,398                               | 1,08%                               | 0                                   |
| Totaal                              | 314.234                             | 100,00%                             | 35                                  |

## Republikeinen
| Arkansas Republikeinse primary 2008 | Arkansas Republikeinse primary 2008 | Arkansas Republikeinse primary 2008 | Arkansas Republikeinse primary 2008 |
| Kandidaat                           | Stemmen                             | Percentage                          | Gedelegeerden                       |
| ----------------------------------- | ----------------------------------- | ----------------------------------- | ----------------------------------- |
| Mike Huckabee                       | 138.557                             | 60,46%                              | 25                                  |
| John McCain                         | 46.343                              | 20,22%                              | 0                                   |
| Mitt Romney                         | 30.997                              | 13,53%                              | 0                                   |
| Ron Paul                            | 10.983                              | 4,79%                               | 0                                   |
| Rudy Giuliani                       | 658                                 | 0,29%                               | 0                                   |
| Fred Thompson                       | 628                                 | 0,27%                               | 0                                   |
| Uncommitted                         | 987                                 | 0,43%                               | 0                                   |
| Totaal                              | 229.153                             | 100%                                | 34*                                 |

* Inclusief 31 afgevaardigden van de primary van 5 februari, en 3 unpledged Republican National Committee gedelegeerden